# Bunker in Braunschweig

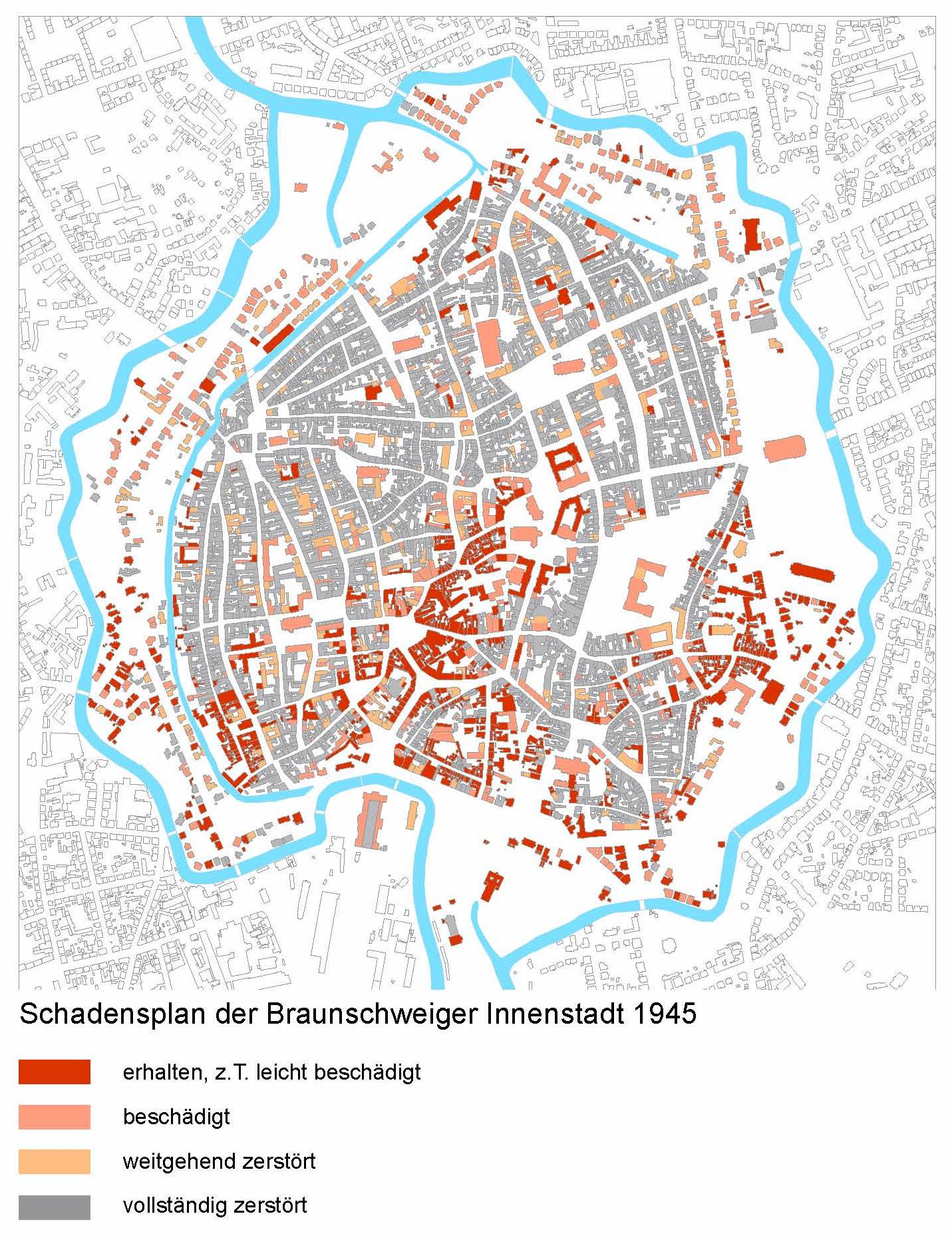
Schadensplan der Braunschweiger Innenstadt vom Mai 1945:
Legende: grau = vollständig zerstört; rot = erhalten

Die Bunker in Braunschweig wurden ab November 1940 errichtet, da die Stadt Braunschweig zu den als besonders gefährdet geltenden Gebieten im Deutschen Reich eingestuft wurde. Braunschweig lag inmitten der Industrieachse Salzgitter-Fallersleben („Stadt des KdF-Wagens“) und wurde vom NS-Regime zu einem wichtigen Rüstungs- und Forschungszentrum ausgebaut.

## Hintergrund
Braunschweig lag strategisch günstig zu den neuen Industriestandorten bei Fallersleben, der „Stadt des KdF-Wagens“ und den „Reichswerken Hermann Göring“ in Salzgitter. Die Stadt besaß eine Vielzahl großer Industrieunternehmen. Das hatte zur Folge, dass Braunschweig für die alliierten Luftstreitkräfte zu einem wichtigen Angriffsziel wurde. In der Zeit vom 17. August 1940 bis zum 10. April 1945 wurde die Stadt über 40 mal bombardiert. Dass trotzdem im Verlauf dieser massiven Angriffe lediglich rund 2900 Todesopfer zu beklagen waren, ist auf die Vielzahl der vorhandenen Luftschutzbauten zurückzuführen. Die Bunker wurden nach den im Juli 1941 festgesetzten „Bestimmungen für den Bau von Luftschutzbunkern“ errichtet, in der die in Braunschweig entwickelte „Schutzbewehrung“ als einzige reichseinheitliche Bewehrungsart vorgeschrieben wurde.
Am 31. Oktober 1940 erteilte der Braunschweiger Oberbürgermeister Wilhelm Hesse den ersten Bauauftrag an eine Braunschweiger Baufirma. Durch diese sollten Luftschutzbunker errichtet werden, die sowohl Sicherheit gegen 300-kg-Bomben boten als auch gasdicht waren. Nach diesen Vorgaben wurden in der Stadt 22 Luftschutzbunker gebaut. Es waren 10 weitere geplant, die gegen 1000-kg-Bomben schützen sollten. Von diesen wurden jedoch nur 2 fertiggestellt. Die Bunkeranlagen mussten seit Anfang 1944 bei Alarmen teilweise das Fünffache an Schutzsuchenden aufnehmen. Durch die Lage Braunschweigs auf der Flugroute der Bomber nach Berlin wurde vorsorglich bei allen Überflügen Alarm gegeben. Teilweise hielten sich die Menschen für mehrere Stunden in den überfüllten Bunkeranlagen auf. Verheerend war der Bombenangriff auf Braunschweig am 15. Oktober 1944, der einen Flächenbrand in der Innenstadt und den Einschluss der dort befindlichen Bunker zur Folge hatte. Dadurch wurde der Sauerstoffgehalt der Atemluft innerhalb der gasdichten Räume knapp. Da die Gefahr bestand, dass durch die Belüftungsöffnungen Rauchgase ins Innere gelangen könnten, wurden diese verschlossen gehalten. Die Eingeschlossenen konnten erst nach mehr als 6 Stunden von der Feuerwehr gerettet werden. Diese hatte dafür Wassergassen mit einer künstlichen Beregnung eingerichtet, um die Hitze des Feuers zu mildern.
Die errichteten Bunker sollten rund 27.000 Menschen Zuflucht bieten, während der Bombardierungen suchten dort jedoch zeitweise etwa fünfmal so viele
Personen Schutz. Für den Bau der Anlagen wurden mehr als 1000 Fremdarbeiter und Kriegsgefangene eingesetzt, denen jedoch die Nutzung selbst offiziell nicht gestattet war.

## Maßnahmen für den Luftschutz
Die gezielten Vorbereitungen zum Luftschutz in Deutschland begannen bereits vor dem Kriegsbeginn. Als erste Bomben über deutschen Städten niedergingen, wurde ein reichsweites Bunkerbauprogramm entwickelt und der Bau ziviler Luftschutzmaßnahmen eingeleitet sowie die Luftabwehr ausgebaut. Luftschutzkeller boten keinen ausreichenden Schutz für die Zivilbevölkerung, da sie weder bombensicher oder gasdicht waren noch ausreichenden Schutz vor den Auswirkungen von Bränden bieten konnten. Durch den Reichsluftschutzbund (RLB) wurden zudem Schulungen der Bevölkerung durchgeführt und die Hausgemeinschaften wurden dazu angehalten, dass sie einen Luftschutzwart, einen Ersthelfer und eine Hausfeuerwehr bereitstellen musste.
Die Maßnahmen zur Tarnung wie die Verdunkelung reichten nicht aus, um die Lage der Städte vor den Bombern zu verbergen. In Braunschweig gelang es jedoch durch den Bau zahlreicher Luftschutzanlagen, einen Großteil der Stadtbevölkerung während der schwersten Angriffe im Jahr 1944 zu schützen.

## Hochbunkeranlagen
| Örtlichkeit                          | Belegung | Baujahr       | Nachnutzung                     | Koordinate                       |
| ------------------------------------ | -------- | ------------- | ------------------------------- | -------------------------------- |
| Alte Knochenhauerstraße              | 813      | 1940/41       | Katastrophenschutzbunker        | 52° 15′ 38,5″ N, 10° 31′ 0,3″ O  |
| Alte Waage                           | 250      | 1940/41       | Katastrophenschutzbunker        | 52° 16′ 2,4″ N, 10° 31′ 7,7″ O   |
| Bebelhof – Borsigstraße              | 800      | 1941/42       | im Februar 2001 abgerissen      | 52° 14′ 43,8″ N, 10° 32′ 14,3″ O |
| Bebelhof – Salzdahlumer Straße       | 986      | 1940/41       | denkmalgeschütztes Wohnhaus     | 52° 14′ 38,3″ N, 10° 32′ 7″ O    |
| Bockstwete                           | 750      | 1941/42       | Wohn- und Geschäftshaus         | 52° 16′ 8,6″ N, 10° 31′ 30,9″ O  |
| Kaiserstraße                         | 642      | 1940/41       | Wohn- und Geschäftshaus         | 52° 16′ 10,9″ N, 10° 31′ 19,8″ O |
| Kalenwall – Bunker „Am Bahnhof“      | 428      | 1940/41       | Geschäftsgebäude                | 52° 15′ 34,8″ N, 10° 31′ 4,7″ O  |
| Kralenriede                          | 500      | 1941/42       | denkmalgeschützte Bunkeranlage  | 52° 18′ 16″ N, 10° 32′ 23,7″ O   |
| Ludwigstraße                         | 236      | 1941/42       | vorhanden                       | 52° 16′ 43,8″ N, 10° 31′ 23,4″ O |
| Madamenweg                           | 1500     | 1941/42       | Wohngebäude                     | 52° 15′ 39,2″ N, 10° 29′ 50,3″ O |
| Melverode – Glogaustraße             | 350      | 1941/42       | 2010 zu einem Wohnhaus umgebaut | 52° 13′ 39,9″ N, 10° 31′ 13,5″ O |
| Methfesselstraße                     | 1250     | 1941/42       | denkmalgeschütztes Wohnhaus     | 52° 16′ 37,5″ N, 10° 32′ 50,8″ O |
| Münzstraße                           | 400      | 1941/42       | entfestigt, leerstehend         | 52° 15′ 48,9″ N, 10° 31′ 30,5″ O |
| Okerstraße                           | 944      | 1940/41       | Fundament für Hochhaus          | 52° 16′ 4,8″ N, 10° 30′ 56,6″ O  |
| Rehnstoben – Bosselgraben            | 610      | 1940/41       | Wohnhaus                        | 52° 16′ 11,1″ N, 10° 31′ 14,1″ O |
| Ritterstraße                         | 840      | 1944          | Wohnhaus                        | 52° 15′ 39,8″ N, 10° 31′ 43,2″ O |
| Rühme – Auerstraße                   | 650      | 1941/42       | gesprengt und beseitigt         | 52° 18′ 34,8″ N, 10° 31′ 1,9″ O  |
| Sack                                 | 700      | 1940/41       | im November 2007 abgerissen     | 52° 15′ 50,6″ N, 10° 31′ 17,5″ O |
| Werkluftschutzbunker                 |          |               |                                 |                                  |
| Bültenweg (Ferdinand Schacht)        | –        | –             | vorhanden                       | 52° 16′ 55,6″ N, 10° 32′ 19,9″ O |
| Hafenstraße                          | 70       | –             | vorhanden                       | 52° 18′ 47,2″ N, 10° 29′ 21,2″ O |
| Hamburger Straße (Schmalbach-Lubeca) | –        | –             | vorhanden                       | 52° 16′ 51,3″ N, 10° 31′ 3,7″ O  |
| Vossenkamp (Libra-Werk)              | –        | –             | vorhanden                       | 52° 16′ 47″ N, 10° 33′ 2,6″ O    |
| Krankenhausbunker                    |          |               |                                 |                                  |
| Celler Straße (I)                    | 1020     | 1941 bis 1942 | ungenutzt, vorhanden            | 52° 16′ 32″ N, 10° 30′ 12,5″ O   |
| Celler Straße (II)                   | 78       | 1941 bis 1942 | Teil des Krankenhauses          | 52° 16′ 29,2″ N, 10° 30′ 6,8″ O  |
| Holwedestraße                        | 230      | 1944 bis 1945 | Lagerräume und EDV              | 52° 15′ 54,5″ N, 10° 30′ 32,7″ O |

### Alte Knochenhauerstraße

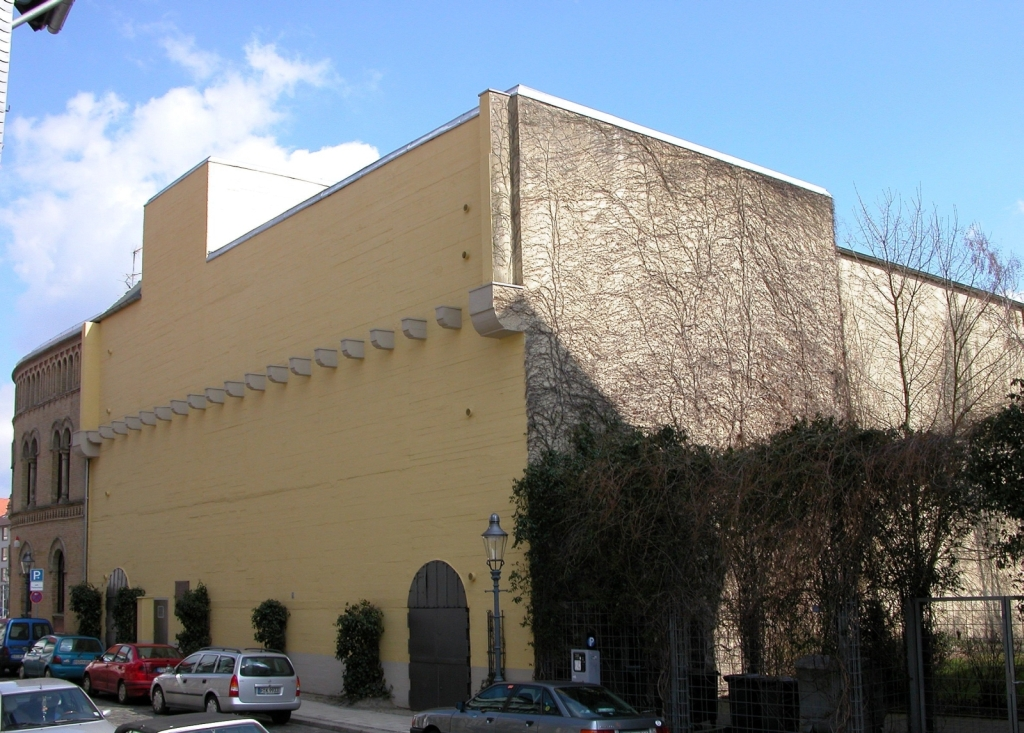
Bunker Alte Knochenhauerstraße (2006)

In der Novemberpogromnacht am 9. November 1938 wurde die Braunschweiger Synagoge teilweise gesprengt und verwüstet. Sie wurde 1940 abgebrochen und an dem Ort wurde ein Luftschutzbunker errichtet. Der Bunker hat vier Etagen und war dafür ausgelegt, rund 820 Personen aufzunehmen. Während des Luftalarms war er teilweise jedoch mit bis zu 4000 Menschen überbelegt. Der Bunker entstand im Zuge des ersten Bauprogramms und sollte zur Straße hin mit einer Fachwerkfassade versehen werden, um ihn optisch an die übrigen Gebäude der Alten Knochenhauerstraße anzupassen. Diese Maßnahme sollte unter anderem der besseren Tarnung dienen.
Von 1945 bis 1963 diente das Gebäude als Notunterkunft. 1975 erhielt es, anlässlich der hundertjährigen Synagogen-Weihe, eine Gedenktafel.
Der Bunker wurde zum Zweck des zivilen Luftschutzes für den Katastrophenschutz ausgebaut. Er dient dem Schutz der Bevölkerung vor Brandeinwirkung (Hitze, Rauch), vor konventionellen Waffen, vor radioaktiven Niederschlägen (Fallout), vor biologischen und chemischen Waffen.

### Alte Waage
Der Bunker wurde in den Jahren 1941 bis 1942 errichtet und sollte 250 Personen Schutz bieten. Er befindet sich nahe dem Fachwerkhaus Alte Waage und wurde in den 1970er Jahren während des Kalten Krieges zum Katastrophenschutzbunker umgebaut. Dieser Bunker stellt für 625 Personen Sitz- und Liegeplätze bereit. Er ist mit einfachen Klappsitzen, Liegepritschen und Gepäckablagen ausgestattet, besitzt sanitäre Einrichtungen, eine Kochgelegenheit und eine Ambulanz sowie zwei Belüftungssysteme gegen Gaseintrag und chemische Angriffe. Die vorgesehene Aufenthaltsdauer ist auf bis zu 10 Tage ausgerichtet. Die Brauchwasserversorgung wird durch einen Brunnen bereitgestellt.

### Bebelhof

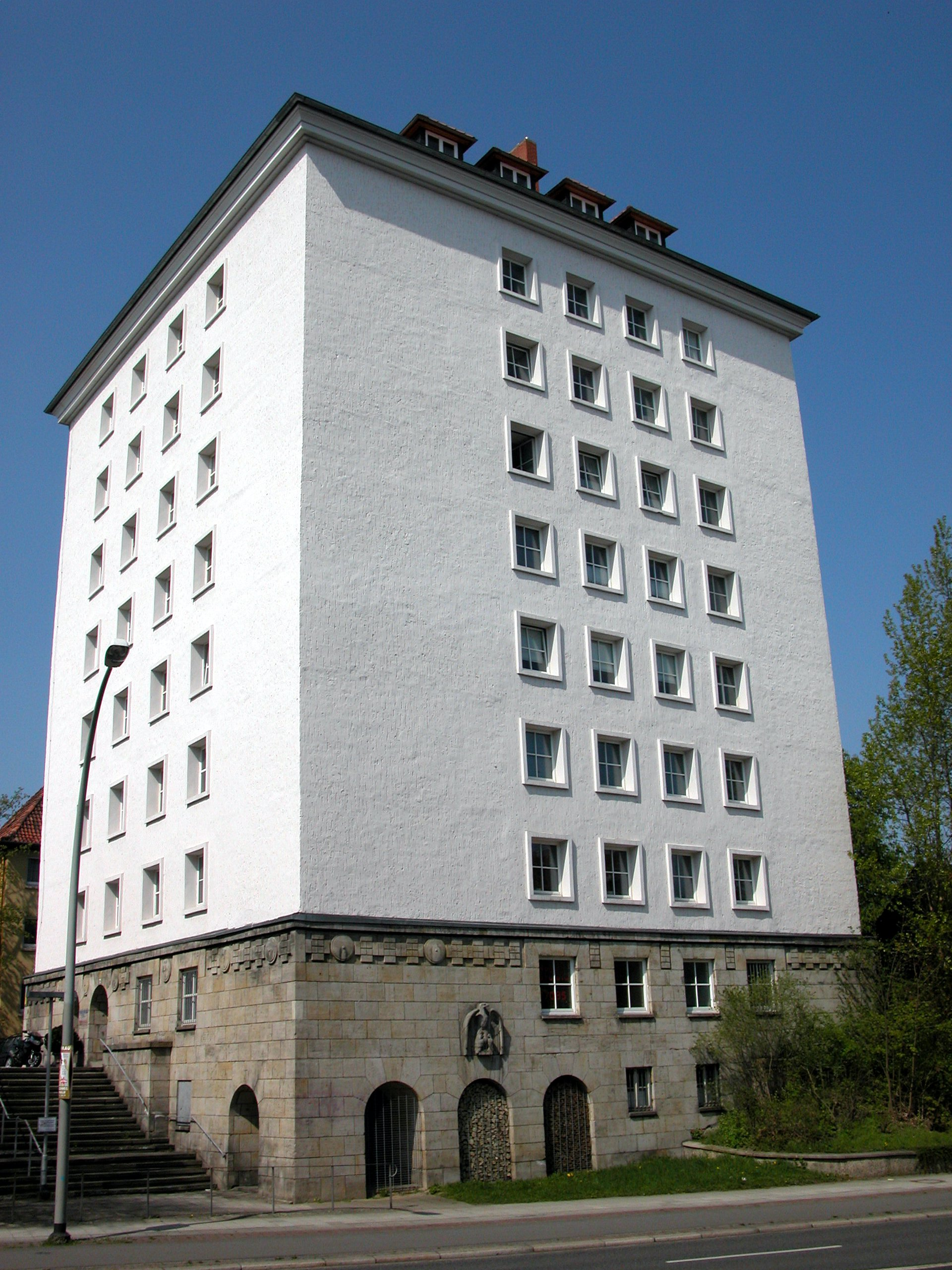
Salzdahlumer Straße – Bebelhof (2006)

Der Hochbunker an der Salzdahlumer Straße im Bebelhof wurde 1941 für rund 990 Personen errichtet. Er konnte durch eine Flakstellung für die Flugabwehr genutzt werden, besaß 9 Stockwerke, einen Fahrstuhl, eine Gebäudedecke mit einer Stärke von 1,60 m und 1,30 m dicke Außenwände.
Nach dem Ende des Zweiten Weltkriegs wurden Fensteröffnungen in die Wände gesprengt, und er wurde als Ausländerwohnheim genutzt.
Das Gebäude weist im unteren Teil eine neoklassizistische Gestaltung mit Rundbögen, einem umlaufenden Fries und großen Steinblöcken auf. Im Jahr 1999 wurden im ehemaligen Bunker Eigentumswohnungen mit großzügigen Balkonen und Geschäftsräume eingerichtet.
Der Bunker an der Borsigstraße wurde in den Jahren 1941 bis 1942 für rund 800 Personen angelegt. Er wurde im Jahr 2001 abgerissen, stattdessen wurde hier ein Einkaufsmarkt errichtet.

### Bockstwete
Der Bunker wurde in den Jahren 1941 bis 1942 errichtet, um rund 750 Personen Schutz zu gewähren.
Nach dem Ende des Krieges wurde er entfestigt und ab 1948 von Kurt Eichstätter zum Hotel „Central“ umgebaut. In diesem gab es Tanz- und Varietéveranstaltungen, und Künstler wie Chris Howland oder Klaus Kinski logierten hier. Auch die „Barbarina-Bar“ befand sich in diesem Bunker. In den 1960er Jahren wurde das Hotel geschlossen. Das Gebäude beherbergt kleinere Geschäfte und Wohnungen.

### Kaiserstraße

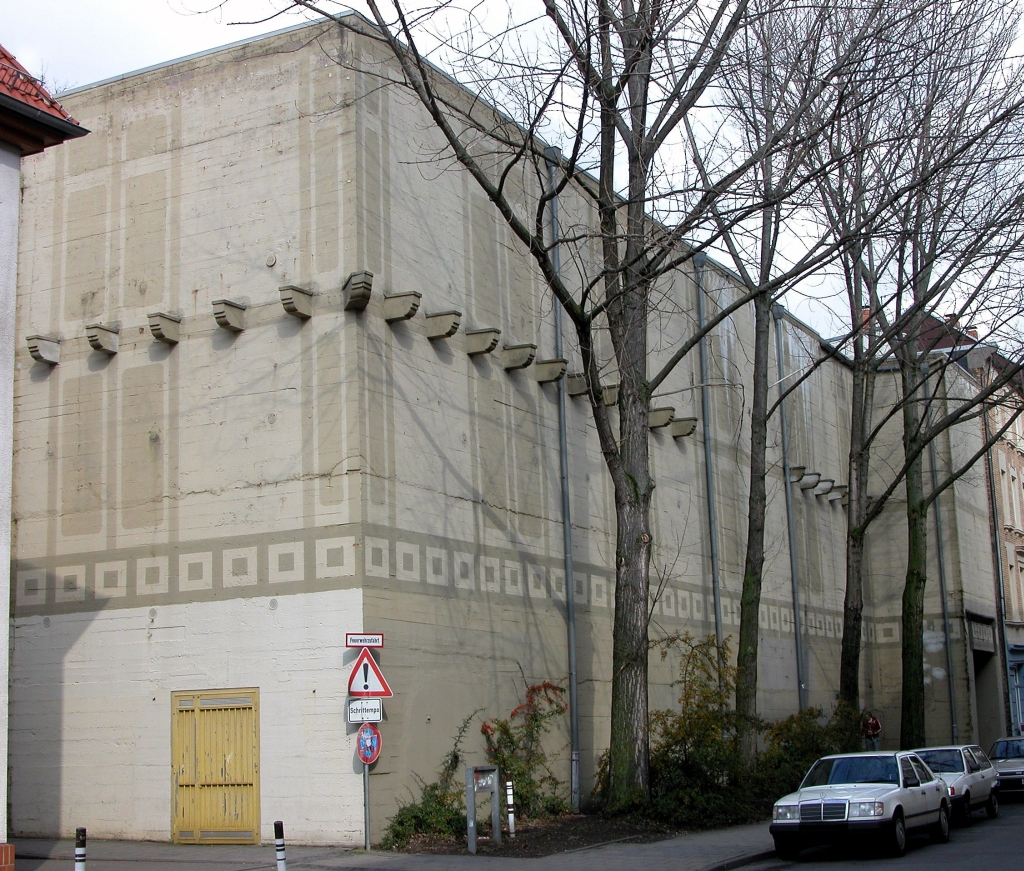
Kaiserstraße (2007)

Der Bunker Kaiserstraße ist ein Hochbunker mit mehreren Geschossen, der in den 1940er Jahren rund 640 Personen in 98 Räumen Schutz bieten sollte. Er wurde nach Plänen von Herman Flesche errichtet und sollte eine Fachwerkfassade erhalten, um ihn aussehen zu lassen wie ein gewöhnliches Wohnhaus. Dies ist noch an den Kragsteinen erkennbar. Zusätzlich sollte er ein Satteldach erhalten, um die Tarnung zu vervollständigen.
Nach dem Ende des Krieges wurden Teilbereiche des Bunkers als Lagerräume vermietet, andere dienten zeitweilig als illegale Wohnräume. Da er jedoch weder über ausreichend Fenster noch sonstige Lüftungsmöglichkeiten verfügte, wurde er 1960 vom Wohnungsamt der Stadt Braunschweig wegen Seuchengefahr geschlossen.
Das Deutsche Rote Kreuz und der Bundesverband für den Selbstschutz nutzten den Bunker anschließend für Ausbildungszwecke.
Im Jahr 1990 wurde der Bunker für eine Weiternutzung als Katastrophenschutzbunker umgebaut. Die ehemalige Raumaufteilung in einzelne Zellen wurde beibehalten. Der Bunker wurde ab 2020 in ein Mehrparteien-Wohnhaus umgebaut. Die Arbeiten wurden 2022 abgeschlossen.

### Kalenwall

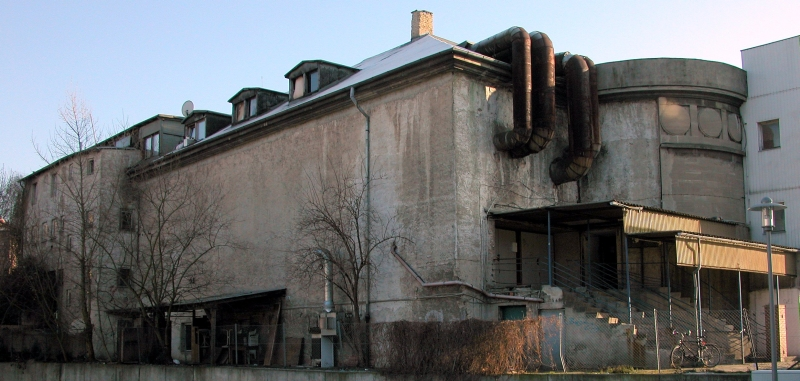
Rückseite Kalenwall (2006)

Der Bunker am Kalenwall wurde auch als Bunker „am Bahnhof“ oder als Bunker „am Adolf-Hitler-Wall“ bezeichnet. Er sollte rund 430 Personen Schutz bieten.
Nach dem Ende des Krieges diente er als „Entlausungszentrale Braunschweigs“ und als Notunterkunft für Obdachlose und Flüchtlinge. Er wurde für zivile Zwecke umgebaut und beherbergte eine Zeitlang nach weiteren Umbaumaßnahmen im Jahr 1958 beispielsweise das „Lido-Filmtheater“, das erste Kino der Nachkriegszeit, das „Lichtspieltheater Broadway“ oder das Restaurant „Liro Dando“. Heutzutage befinden sich u. a. eine Diskothek und ein Imbiss in dem Gebäude.
Das Gebäude war 2006 als möglicher Standort eines Hauses der Wissenschaft im Gespräch. Seit dem 3. September 2016 befindet sich auf dem Dach die Trattoria „Flamingo Rosso“, gleichzeitig wurde die Fassade des Gebäudes saniert.

### Kralenriede

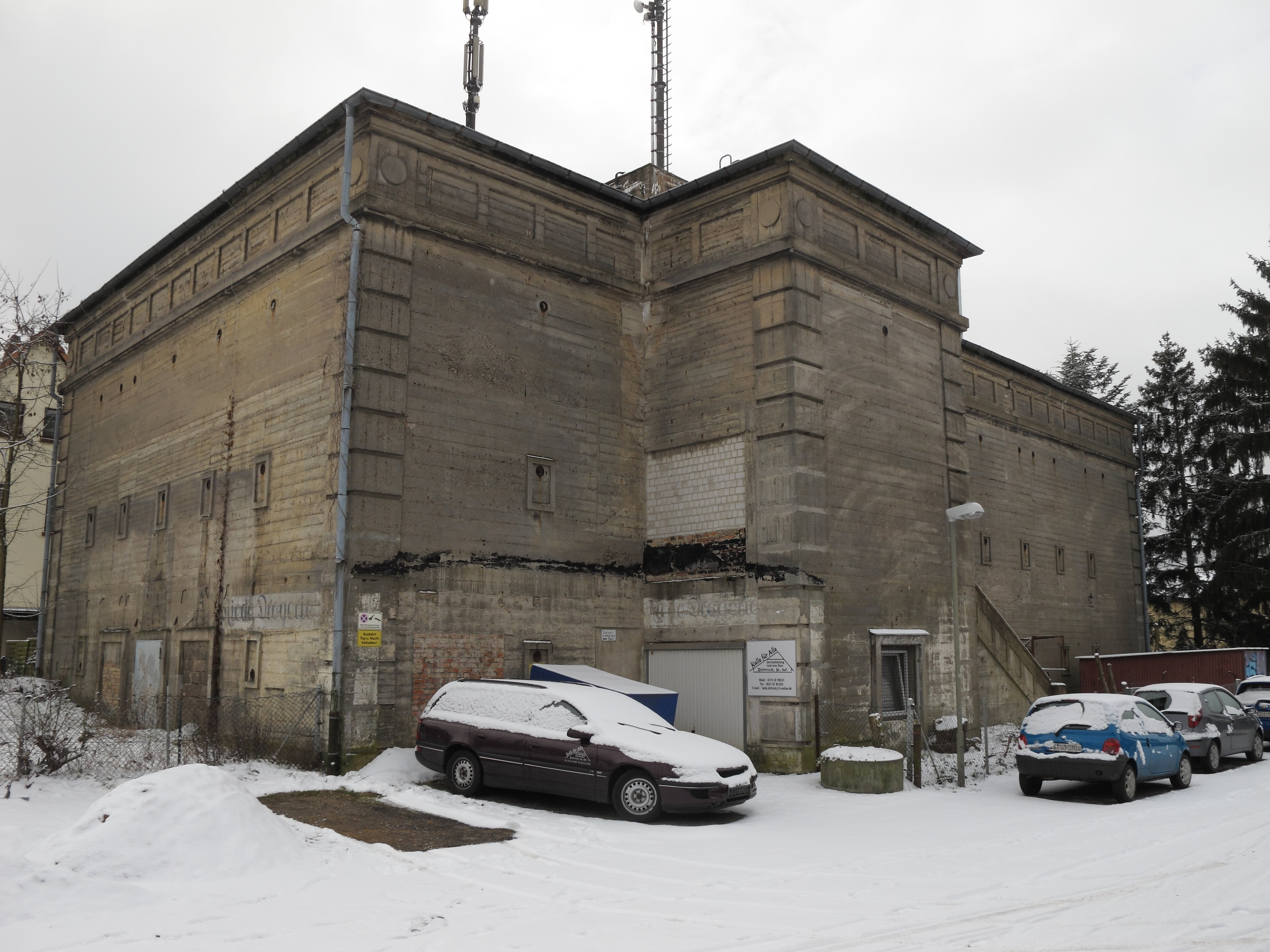
Kralenriede (2013)

Der Bunker in Kralenriede besitzt drei Etagen und Gasschleusen, die das Eindringen von Brand- und Giftgasen verhindern sollten. Er wurde in den Jahren 1941 bis 1942 unter Leitung von Oberbaurat Kurt Piepenschneider auf dem Grundstück Kralenriede 19 errichtet. Er verfügt über eine 1,40 Meter dicke Abschlussdecke aus eisenarmiertem Beton. Für die Schutzsuchenden gab es rund 6 m² große Räume mit Pritschen und Holzbänken. Dies diente dem besseren Schutz gegen mögliche Bombendurchschläge. Die Belüftung und Beheizung erfolgte über Luftfilteranlagen, die jedoch bei Überbelegung nicht für ausreichende Frischluft sorgten. Die Bunkeranlage ist nahezu im Originalzustand erhalten worden. So sind die ehemaligen Verhaltenshinweise noch gut lesbar und die phosphoreszierenden Orientierungsmarkierungen an Wänden und Treppen leuchten teilweise noch immer nach. Er diente nicht nur der Unterbringung der Zivilbevölkerung, sondern ebenfalls dem Schutz der Arbeiter aus der nahegelegenen Büssing NAG Flugmotoren GmbH (Nimo), in der Flugzeugmotoren produziert wurden. Ausgeschlossen wurde die Aufnahme der Kriegsgefangenen und Zwangsarbeiter aus den Barackenlagern in Kralenriede sowie die von Ausländern und Uniformierten.
Seit 1996 ist der Bunker als Denkmal eingestuft. Genutzt werden die Räumlichkeiten teilweise als Lagerräume.

### Ludwigstraße
Der Bunker in der Ludwigstraße sollte rund 240 Personen Schutz bieten.

### Madamenweg

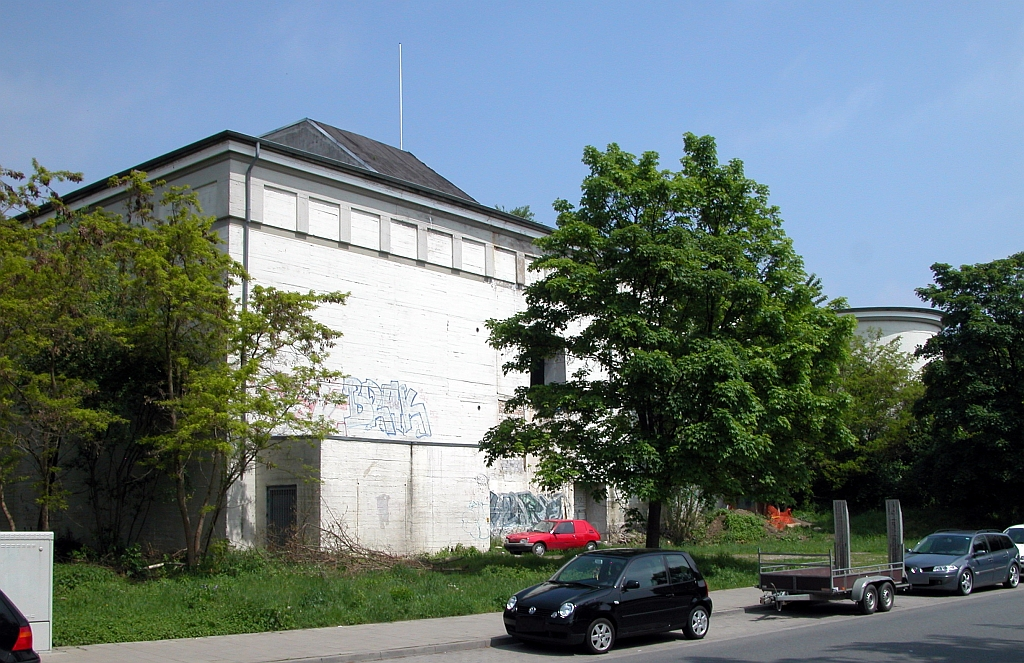
Madamenweg (2010)

Am Madamenweg 130 wurde in den Jahren 1941 bis 1942 nach einem Entwurf des Stadtbaudirektor Kurt Piepenschneider von der Firma Philipp Holzmann ein Hochbunker errichtet. Geplant war die Anlage für 1500 Menschen mit 1200 Liege- und 300 Sitzplätzen. Dieser Luftschutzbunker war mit seinen Abmessungen von 50 m Länge, 13 m Breite und fünf Etagen (UG, EG, 1. bis 3. Stock) die größte Anlage in Braunschweig. Für den Zugang und die schnellere Verteilung der Schutzsuchenden auf die einzelnen Etagen wurde ein Turm mit einer stufenlosen Rampe als Aufgang angebaut. Er verfügte auch über einen gesicherten Dachzugang, der über eine hölzerne Außentreppe zugänglich war. Innerhalb des Bunkers befand sich bis 1944 die Dienststelle der Luftschutzleitung der Braunschweiger Ordnungspolizei. Die Baukosten beliefen sich auf rund 1,3 Mio. Reichsmark.
Die Leitung des Braunschweiger Luftschutzes befand sich bis zum Jahr 1944 in speziell dafür eingerichteten Räumen im Bunker am Madamenweg. Nach Fertigstellung der Bunkeranlage am Nußberg zog sie in den neuen Befehlsbunker um. In den letzten Kriegstagen wurde der Bunker von einer 30-Zentner-Sprengbombe getroffen. Dadurch wurde der gesamte Betonbau erschüttert, die Stromzufuhr wurde unterbrochen und es brach Panik im Inneren aus. Nach dem Kriegsende diente das Bauwerk zunächst als Notunterkunft für Vertriebene und für Flüchtlinge aus den Gebieten der sowjetisch-besetzten Zone. Von Herbst 1947 an wurde der Bunker zu einer Dauerunterkunft für Wohnungslose. 1974 wurde diese Wohnunterkunft endgültig geschlossen.
1984 wurde der Bunker umgebaut, Zwischenwände wurden entfernt und die Räumlichkeiten neu aufgeteilt. Die alten Stahltüren wurden ersetzt und das Gebäude erhielt eine moderne Belüftungsanlage, um es für den Zivilschutz zu nutzen. Durch das Ende des Kalten Krieges wurde ein weiterer Ausbau jedoch eingestellt. Das Gebäude wurde später an einen Architekten verkauft, der dort 20 Wohneinheiten einrichten wollte. Nach ersten Vorarbeiten wurde der Umbau jedoch wieder eingestellt. Der Bunker erhielt im Jahr 2002 einen neuen Eigentümer. Die bauliche Öffnung der Bunkeraußenwand wurde nicht wieder geschlossen, wodurch massiv Feuchtigkeit in den Folgemonaten und -jahren das Innere des Gebäudes sowie Deckenteile, das Mauerwerk und den Keller befiel und teilweise schädigte. Jetzt sollte daraus ein Wohn- und Geschäftshaus werden. Eine kommerzielle Nutzung zweier Etagen des Bunkers als Diskothek unter dem Namen „Bunker 26“ endete mit dem Beginn weiterer Bauarbeiten, denn seit 2012 wurden dort 45 reine Eigentumswohnungen (jetzt ohne Geschäfte) gebaut. Hierfür wurden große Teile der massiven Bunkeraußenwand entfernt, um Fenster und Balkontüren anzubringen. Im Dezember 2013 wurden die Bauarbeiten abgeschlossen und alle Wohnungen übergeben, das ursprüngliche Gebäude wurde um zwei zusätzliche Stockwerke sowie eine PKW-Tiefgaragenanlage erweitert. Das Gebäude besitzt mittlerweile einen Fahrstuhl.

### Melverode
1942 wurde in Melverode an der Glogaustraße eine Bunkeranlage für rund 350 Personen errichtet. Diese Anlage sollte, ebenso wie die Bunker im Stadtbereich, äußerlich an die Gebäude in ihrer näheren Umgebung angepasst werden. In den Jahren 2012 bis 2013 erfolgte der Umbau in Wohnungen.

### Methfesselstraße
Der Bunker wurde im Jahr 1940 errichtet und 2007 unter Berücksichtigung der Denkmalschutzbestimmungen zu Wohnzwecken umgebaut. Im Zuge der Sanierung erhielt er zwei Aufzüge. Auf dem Dach wurde ein zusätzliches Geschoss für Penthauswohnungen installiert, das sich architektonisch vom Gebäude unterscheidet.

### Münzstraße

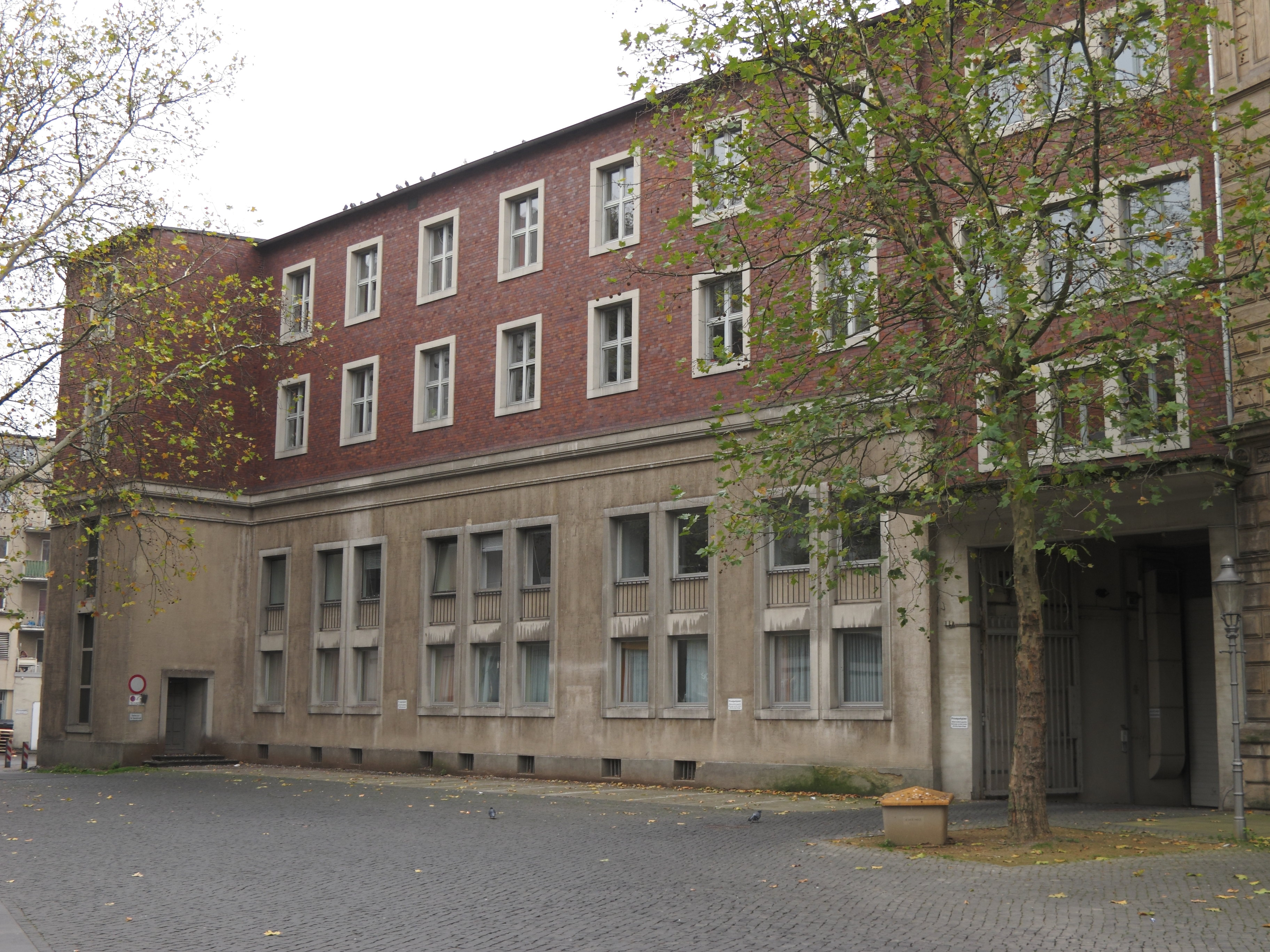
Ehemaliger Polizeibunker Münzstraße

Der dreigeschossigen Bunker an der Münzstraße wurde ab 1941 von der Firma Karl Schaare errichtet. Er war für rund 400 Personen konzipiert und diente hauptsächlich dem Schutz des Führungsstabes der Polizei. Er sollte ursprünglich zu Tarnzwecken verblendet werden. Der Bunker besaß einen bombensicheren Dachausstieg, der für die Lüftung nach einem Angriff vorgesehen war. Auf der Abschlussdecke befinden sich zwei weitere nicht verstärkte Geschosse in Ziegelbauweise, in dem sich ein Bürotrakt mit separatem Treppenhaus befand. Das Erd- und Obergeschoss waren der Nutzung durch die Polizeiführung vorbehalten. Sie enthielten zusätzliche Räumlichkeiten, die mit Funk- und Fernmeldetechnik ausgestattet waren. Es gab ein Tiefgeschoss, in dem sich Räume für die Zivilbevölkerung befanden.
Am 12. April 1945 wurde das Protokoll der Übergabe der Stadt Braunschweig im Polizeibunker Münzstraße von dem kommissarischen Oberbürgermeister Erich Bockler und dem kommissarischen Polizeipräsidenten Karl Stahl unterzeichnet und die Stadt kampflos an die amerikanischen Streitkräfte übergeben.
Nach dem Ende des Krieges wurde der Bunker in den Jahren 1947 bis 1948 entfestigt und 1951 zu einem Verwaltungsgebäude der Polizei umgebaut. Im Erdgeschoss befand sich bis Anfang 1969 die Einsatzzentrale. Im Untergeschoss wurden 15 Zellen eingerichtet. Seit November 2002 wird das Gebäude nicht mehr genutzt.

### Okerstraße

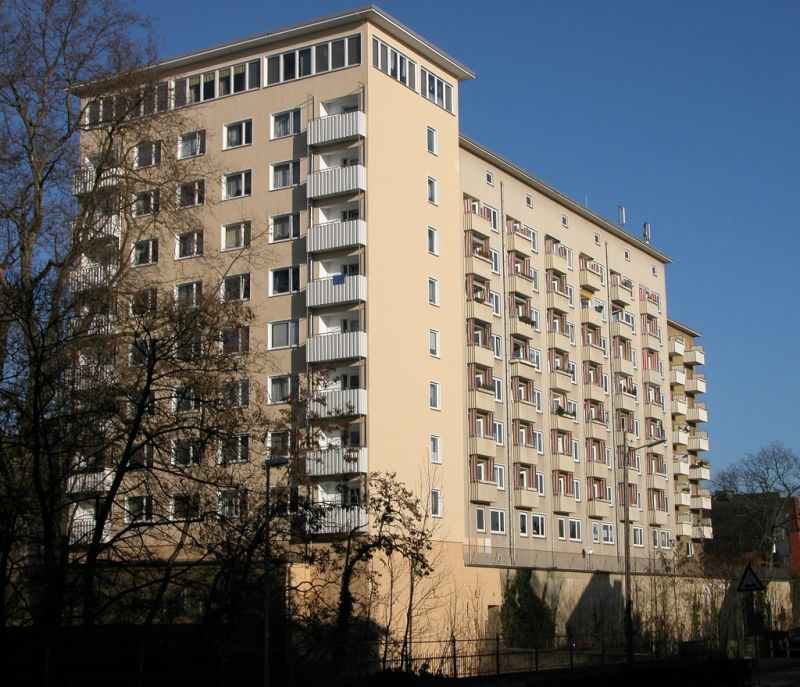
Okerstraße (2006)

Der Doppelbunker an der Okerstraße wurde in den Jahren 1940 bis 1941 von der Firma Karl Schaare gebaut und bot rund 950 Personen Schutz. Er liegt direkt am Neustadtmühlengraben, so dass die Zugänge zum Obergeschoss nur über zwei Brücken erreicht werden konnten. Die Zugänge zum Untergeschoss befanden sich auf der gegenüberliegenden Seite. Der Bunker ist durch eine Trennwand in zwei eigenständige Bereiche aufgeteilt. Der Bunker verfügte über eine Notstromversorgung und eine Belüftungsanlage mit Wärmetauschern und Gasfiltern.
Das Gebäude bildet heutzutage das Fundament eines Wohn-Hochhauses, das im Jahre 1952 darauf errichtet wurde.

### Rehnstoben

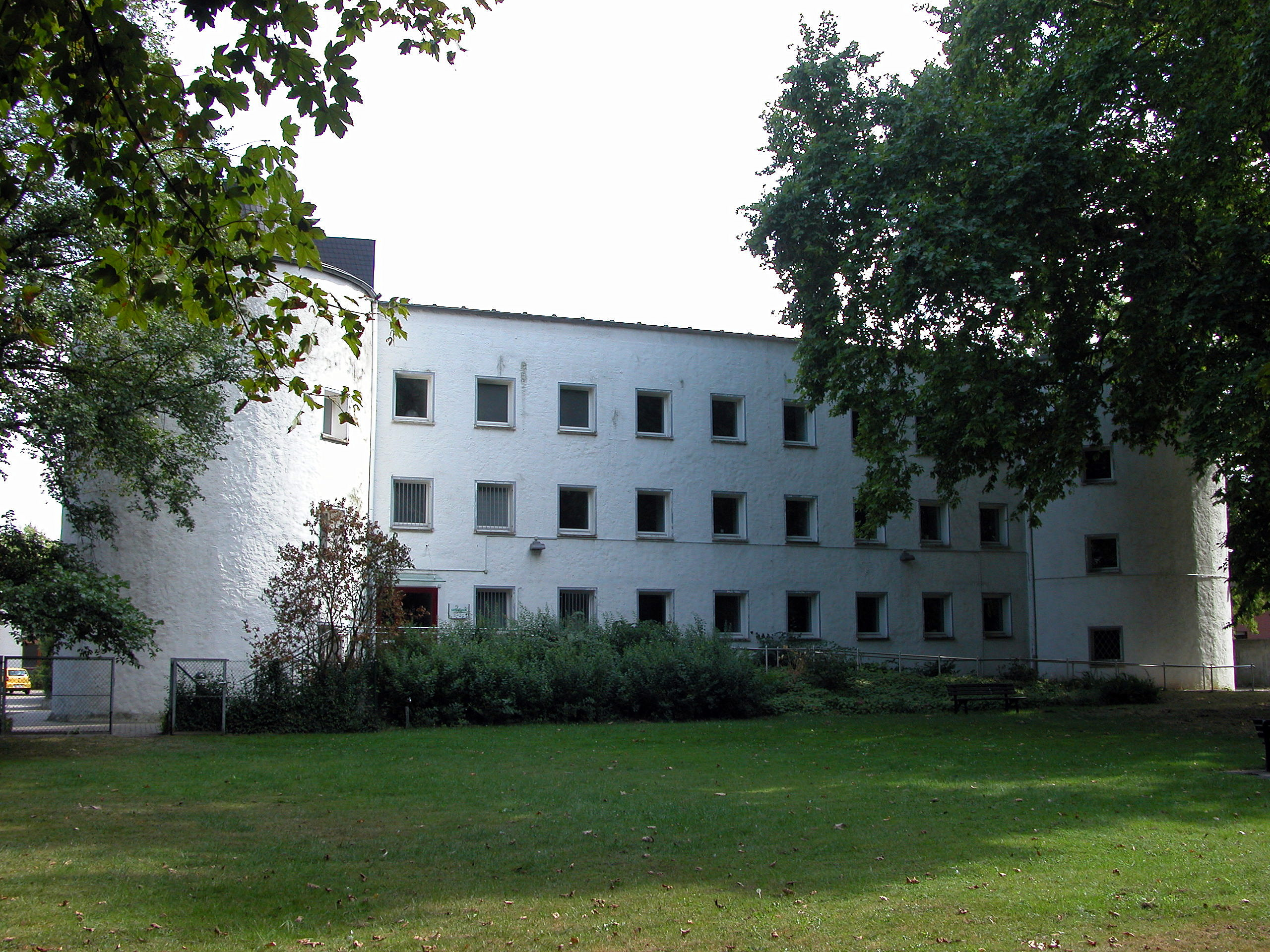
Bunker Rehnstoben im Jahre 2006

Der Bunker Rehnstoben, eigentlich Inselwall/Bosselgraben, wurde in den Jahren 1940 bis 1941 für rund 610 Personen errichtet. Er wurde Ende der 1940er Jahre zu einem Jugendheim umfunktioniert, später befanden sich dort zunächst Werkstätten der Lebenshilfe und wurde anschließend als Verwaltungs- und Wohngebäude genutzt.

### Ritterstraße

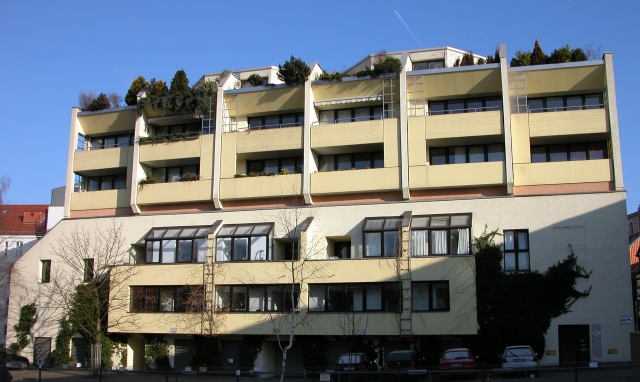
Ritterstrasse (2006)

Der Bunker an der Ritterstraße wurde im Jahr 1944 fertiggestellt. Er sollte 840 Personen Schutz bieten. Er verfügte über einen gesicherten Dachzugang, der über eine hölzerne Außentreppe zugänglich war. 1979 wurde er zu einem Wohnhaus umgebaut.

### Rühme
In den Jahren 1941 bis 1942 wurde an der Auerstraße in Rühme ein Bunker errichtet. Er wurde durch die englische Besatzungsmacht 1947 gesprengt. Die Fundamente des Bunkers wurden aus Kostengründen nicht entfernt, sondern 1954 bei der Beseitigung der Trümmerreste mit Erdboden überdeckt und mit Garagen überbaut. Im Luftschutzbunker Rühme gab es eine sogenannte Lotsenstelle, die nach erfolgten Luftangriffen die Koordination der auswärtigen Feuerwehren zu den Einsatzgebieten der Stadt übernahm. Der Bunker war für die Unterbringung von 625 Personen ausgerichtet.

### Sack

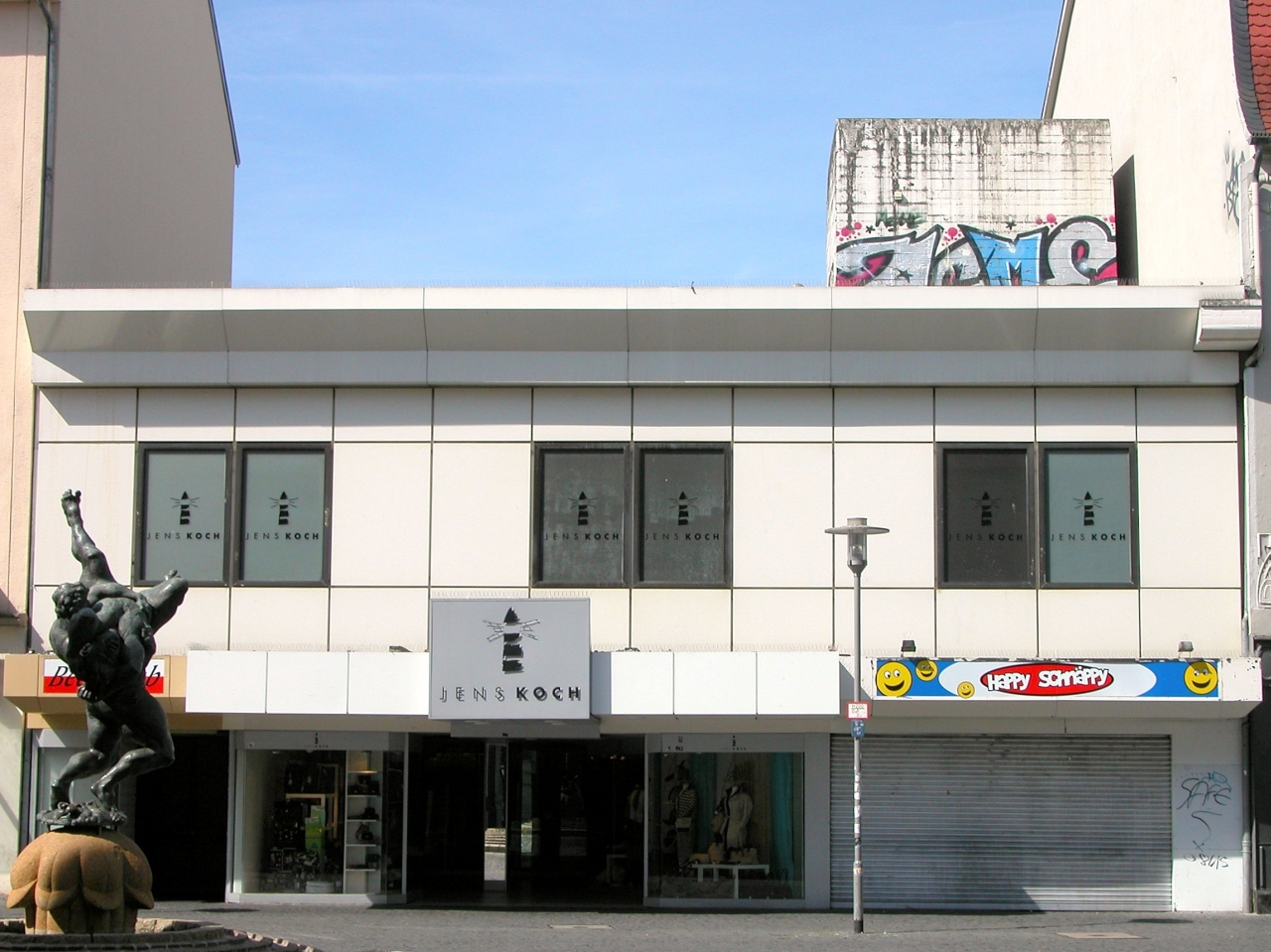
Sack-Bunker (2007)

Der Bunker am Sack wurde in den Jahren 1940 bis 1941 errichtet. Er sollte rund 700 Personen Schutz bieten und war mit einem zusätzlichen Dacheinstieg zur schnelleren Belegung ausgestattet. Kragsteine und Betonkonsolen weisen darauf hin, dass die Fassade ursprünglich mit Fachwerk verkleidet und der Dacheinstieg mit einem Satteldach überdeckt werden sollte.
1948 wurde das Gebäude entfestigt, es erhielt Fensteröffnungen und wurde im Jahr 1949 für die gewerbliche Nutzung freigegeben. Die Bar „Tabu“ eröffnete in den Kellerräumen.
Im Jahr 2008 wurde der zweigeschossige Bau durch die Firma Sperling Abbruch abgetragen.

### Werkluftschutzanlagen
Die Reichsgruppe Industrie war für die Organisation des Werkluftschutzes zuständig. Alle größeren Industriebetriebe Braunschweigs hatten Schutzmaßnahmen für ihre Mitarbeiter und teilweise auch für die Produktionsanlagen und der Materialvorräte geschaffen, um Produktionsausfälle zu vermeiden. Zusätzlich gab es rund zehn Werkfeuerwehreinheiten, die mit eigenen Löschfahrzeugen ausgestattet waren und zudem über ein Luftschutzwarnsystem verfügten.
Für einige wichtige Industriebetriebe gab es werkseigene Bunkeranlagen, so beispielsweise einen Winkelturm im Büssing NAG-Werk, kleinere Bunker bei der Dachpappenfabrik Schacht, den Schmalbach Lubeca Werken, bei der optischen Werkstatt Franke & Heidecke, beim Bauunternehmen Telge & Eppers oder dem Libra-Werk, in dem Großwaagen und Maschinen hergestellt wurden.

### Krankenhausbunker

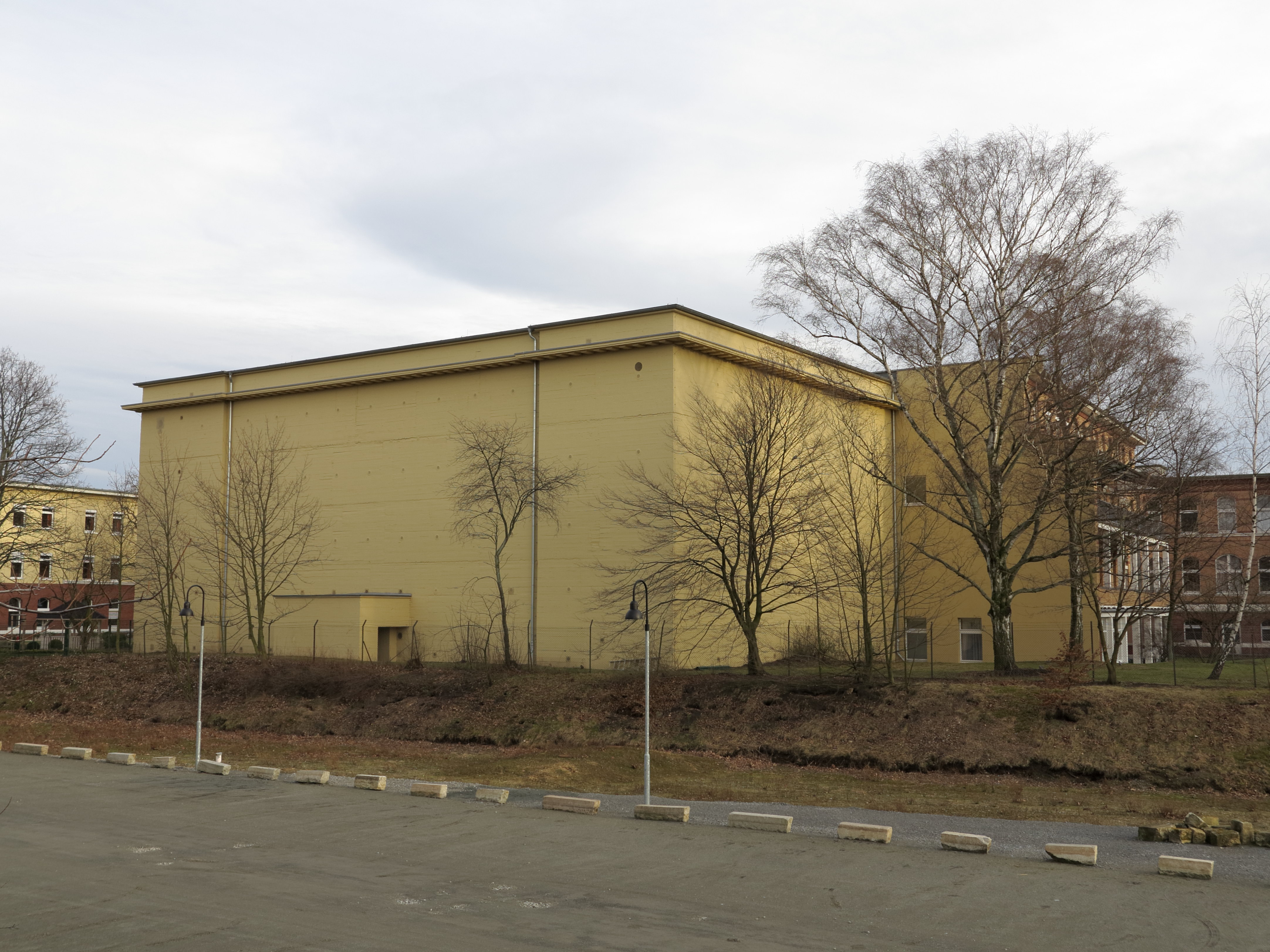
OP-Bunker Celler Straße 1 (2014)

Die Krankenhäuser der Stadt sollten ebenfalls mit Bunkern oder Sanitätsstollen ausgestattet werden. Diese sollten insbesondere der Aufrechterhaltung der medizinischen Versorgung in speziellen OP-Bunkern während eines Luftangriffs dienen. Hochbunker gab es in der „Holwedestraße“ und in der „Celler Straße“. Im Dezember 1941 wurde beschlossen, dass unter 15 zu errichtenden Personenbunkern maximal ein Krankenhausbunker gebaut werden sollte. Die Belegung wurde auf rund 490 Liegeplätze pro 1000 Patienten beschränkt. Für die Operationsbunker wurde eine Ausstattung mit zwei Operationssälen vorgesehen, und das Krankenhaus in der Celler Straße besaß zudem einen Fahrstuhl für den schnelleren Transport der Betten. 1941 wurde es an die Luftwarnzentrale angeschlossen. Um eine Ansteckung unter den Patienten zu vermeiden, gab es spezielle Schleusen für infizierte Personen, die in gesonderten Räumen (Infektionsbunker, Celler Straße 2) untergebracht wurden; ebenso wurde eine geschlechtsspezifische räumliche Trennung eingehalten. Der OP-Bunker (Celler Straße 1) war der größte Krankenhausbunker und sollte 1000 Personen Schutz bieten. Er ist in fünf Etagen aufgeteilt, in denen die Patienten untergebracht werden konnten, zudem gab es zwei Operationssäle, einen Kreißsaal und Räume für die Schwestern und Ärzte. Für die Versorgung gab es Lagerräume für Wäsche und Verbandsmaterial, eine Küche, Filterräume für Frischluft sowie gesonderte sanitäre Anlagen für Frauen und Männer auf jeder Etage.
Nach dem Ende des Krieges wurde der Bunker für die ärztliche Versorgung genutzt, da der Krankenhausbau stark beschädigt war. Der ehemalige „Infektionsbunker“ wurde umgebaut und in das Krankenhaus integriert. Es gab zudem einen „Apothekenbunker“, der ebenfalls noch erhalten ist.
Der Bunker in der „Holwedestraße“ wurde 1943 bis 1944 errichtet und sollte rund 203 Personen Schutz bieten. Er wird als Lagerraum und für die Unterbringung der EDV-Anlagen des Krankenhauses genutzt.

## Tiefbunkeranlagen und Luftschutzstollen
Neben den Tiefbunkern wurden im Stadtgebiet Braunschweigs zwei bombensichere öffentliche Luftschutzstollen mit einer Gesamtkapazität von 11.000 Schutzplätzen angelegt. Einer davon (1000 Plätze) befand sich im damaligen Windmühlenberg im südöstlichen Bereich der Innenstadt und der zweite in den ostwärtigen Hängen des Nußbergs innerhalb des Braunschweiger Stadtparks.
| Örtlichkeit                                              | Belegung | Baujahr | Nachnutzung                | Koordinate                       |
| -------------------------------------------------------- | -------- | ------- | -------------------------- | -------------------------------- |
| Frankfurter Straße (Gartenstadt) – Tiefbunker            | –        | –       | unzugänglich               | –                                |
| Mascherode – Luftschutzstollen                           | –        | ab 1944 | verschüttet                | 52° 13′ 12,4″ N, 10° 34′ 2,7″ O  |
| Nußberg (Kreisbefehlsstand, Polizeistollen) – Tiefbunker | –        | 1944    | gesprengt                  | 52° 16′ 14,6″ N, 10° 33′ 21,2″ O |
| Nußberg – Luftschutzstollen                              | 10000    | 1944    | unzugänglich, verschüttet  | 52° 16′ 13,9″ N, 10° 33′ 30,7″ O |
| Petritorwall – Tiefbunker                                | 208      | 1940/41 | Katastrophenschutzbunker   | 52° 16′ 2,2″ N, 10° 30′ 49,1″ O  |
| Salzdahlumer Straße (Südstadt) – Luftschutzstollen       | rund 600 | 1944/45 | verschüttet                | –                                |
| Windmühlenberg – Luftschutzstollen                       | 1000     | –       | abgerissen                 | 52° 15′ 29,1″ N, 10° 31′ 40,5″ O |
| Werkluftschutzbunker                                     |          |         |                            |                                  |
| Bevenroder Straße (Schrott Wagner) – Tiefbunker          | –        | –       | im Januar 2006 abgerissen  | 52° 17′ 9,7″ N, 10° 33′ 50″ O    |
| Büchnerstraße (Jödebrunnen) – Tiefbunker                 | –        | –       | –                          | –                                |
| Frankfurter Straße (Karges & Hammer) – Tiefbunker        | –        | –       | im Februar 2003 abgerissen | 52° 15′ 2,2″ N, 10° 30′ 38,9″ O  |
| Salzdahlumer Straße (Franke & Heidecke) – Tiefbunker     | –        | 1943    | –                          | 52° 14′ 34,6″ N, 10° 32′ 6,6″ O  |
| Reichsbahnbunkeranlagen                                  |          |         |                            |                                  |
| Borsigstraße (Bahndamm) – Luftschutzstollen              | 500      | –       | zugänglich                 | –                                |
| Hauptbahnhof I – Tiefbunker                              | 250      | 1942    | Lagerraum                  | –                                |
| Hauptbahnhof II – Tiefbunker                             | 650      | 1942    | verfüllt                   | –                                |
| Hauptbahnhof Südwest – Tiefbunker                        | 250      | –       | –                          | –                                |

### Frankfurter Straße
Der Bunker an der Frankfurter Straße in der Gartenstadt ist unzugänglich.

### Mascherode
In Mascherode wurde nach einer Bombardierung am 30. Januar 1944 beschlossen, einen Luftschutzstollen anzulegen, da die von den Bewohnern des Ortes angelegten Splittergräben keinen ausreichenden Schutz boten. Der 1,90 m hohe Stollen wurde auf der Sohle eines nahen Kalksteinbruchs in den aus Kalkmergel bestehenden Fels getrieben und mit Kanthölzern und Brettern versteift. Der Eingang wurde versetzt angelegt, um das Eindringen von Splittern zu verringern. Vom Hauptstollen aus wurden kleinere Seitenräume angelegt, in denen sich fest zugewiesene Sitzbänke für die einzelnen Familien befanden. Anschließend wurden weitere Stollen angelegt, der eine diente den Angehörigen des Hofes Scholkemeier als Schutzraum, zwei weitere nahmen Familien von Flüchtlingen auf.

### Nußberg

Aussichtsplattform auf dem ehemaligen Bunker

Die Bunkeranlage am Westhang des Nußberges diente als „Kreisbefehlsstand“ der Luftschutzleitung und als zentrale Stelle der Luftüberwachung, da von hier aus die Stadt gut überblickt werden konnte. Im Innern des Bunkers befanden sich der sogenannte „Parteibunker“ und der „Polizeibunker“. Auf der gegenüberliegenden Seite der Thingstätte gab es einen Luftschutzstollen. Dieser wurde größtenteils durch Kriegsgefangene und Insassen des Arbeitserziehungslagers 21 aus Salzgitter-Hallendorf errichtet. Dabei wurde im Dauereinsatz zwischen dem „Franzschen Feld“ und dem „Thingplatz“ ein Stollensystem in den Bergrücken getrieben.
Berthold Heilig war der Oberbefehlshaber dieser Anlagen. Sie dienten zum einen dazu, die Arbeitsfähigkeit der Partei- und Polizeileitung aufrechtzuerhalten, zum anderen sollten im Falle eines Ausfalls der Gaubefehlsstelle in Hannover die Funkmeldungen von dort aus durch den Braunschweiger Drahtfunk übernommen werden. Es gab zudem eine Station für Rundfunkwarndurchsagen, die zentrale Auslösestelle für die Luftschutzsirenen der Stadt sowie eine Station der Feuerwehr. Vom „Polizeibunker“ verlief ein rund 90 m langer Fluchttunnel in nördlicher Richtung. Für die Stadtbevölkerung der östlichen Gebiete gab es im südöstlichen Teil des Nußbergs Luftschutzstollen mit einer Kapazität für 1000 Menschen von rund 600 Metern Länge und einer Breite von 4,5 Metern.
Die unterirdischen Teile der Anlage waren bis kurz vor Kriegsende in Benutzung und wurden am 11. April 1945 durch eine Sprengung im Inneren zerstört. Der oberirdische Teil, der sogenannte Beobachtungsbunker, sollte am 19. Mai 1948 durch britische Pioniere gesprengt werden. Die östliche Hälfte wurde dadurch abgebrochen und stürzte um. Die entstandenen Trümmer wurden erst im April 1959 durch den Bundesgrenzschutz beseitigt. Der westliche Teil, der nur leicht beschädigt wurde, dient als Aussichtspunkt. Die ehemaligen stark betonierten Eingangsbauwerke wurden versiegelt, um ein Betreten der Bunkeranlage durch Unbefugte zu verhindern.

### Petritorwall
Der Bunker am Petritorwall wurde in den Jahren 1940 bis 1941 für rund 210 Personen errichtet. Nach dem Ende des Krieges wurde er für die Weiternutzung als Katastrophenschutzanlage umgerüstet.

### Südstadt
Der Luftschutzstollen in der Südstadt wurde in den Jahren 1944 bis 1945 angelegt. Er sollte rund 600 Personen Schutz bieten. Nach dem Ende des Krieges wurde er verfüllt.

### Windmühlenberg
Der Luftschutzstollen am ehemaligen Windmühlenberg sollte rund 1000 Personen Schutz bieten und wurde nach dem Ende des Krieges als Lager für Frischgemüse genutzt. Der Windmühlenberg und die darin befindlichen Stollen wurden in den Jahren 1959 bis 1960 beim Bau des John-F.-Kennedy-Platzes teilweise abgetragen und entfernt.

## Gesamtkapazitäten
Es gab neun öffentliche Luftschutzräume und 24 öffentliche Bunker mit rund 30.000 Schutzplätzen, die im Jahr 1944 den 170.000 Einwohnern der Stadt vorbehalten waren. Der Platz in diesen Schutzbauten wurde im Verlauf des Krieges teilweise mit der vier- bis fünffachen Zahl an Schutzsuchenden belegt. So kam ein Großteil der Einwohner Braunschweigs in ihnen unter. Zwangsarbeiter, Kriegsgefangene und Menschen mit jüdischen Verwandten hatten keinen Zutritt und waren den Angriffen schutzlos ausgeliefert. Daher war der Einlass in die Schutzräume nur unter Vorlage eines speziellen Ausweises möglich.
| Art der Schutzanlage                                  | Vorgesehene Belegung (Schätzwerte) |
| ----------------------------------------------------- | ---------------------------------- |
| Öffentliche Hochbunker                                | rund 12.650                        |
| Öffentliche Tiefbunker                                | rund 1000                          |
| Öffentliche Luftschutzstollen                         | mehr als 11.000                    |
| Werkluftschutzanlagen                                 | mehr als 500                       |
| Krankenhausbunker                                     | mindestens 1.400                   |
| Reichsbahnschutzanlagen (inklusive Luftschutzstollen) | mindestens 1.880                   |
| Öffentliche Luftschutzkeller                          | 3.400                              |
| Private Luftschutzbauten (ohne Luftschutzkeller)      | mehr als 200                       |
| Gesamtzahl der Schutzplätze                           | mindestens 32.000                  |

## Luftschutz-Splitterschutzzellen

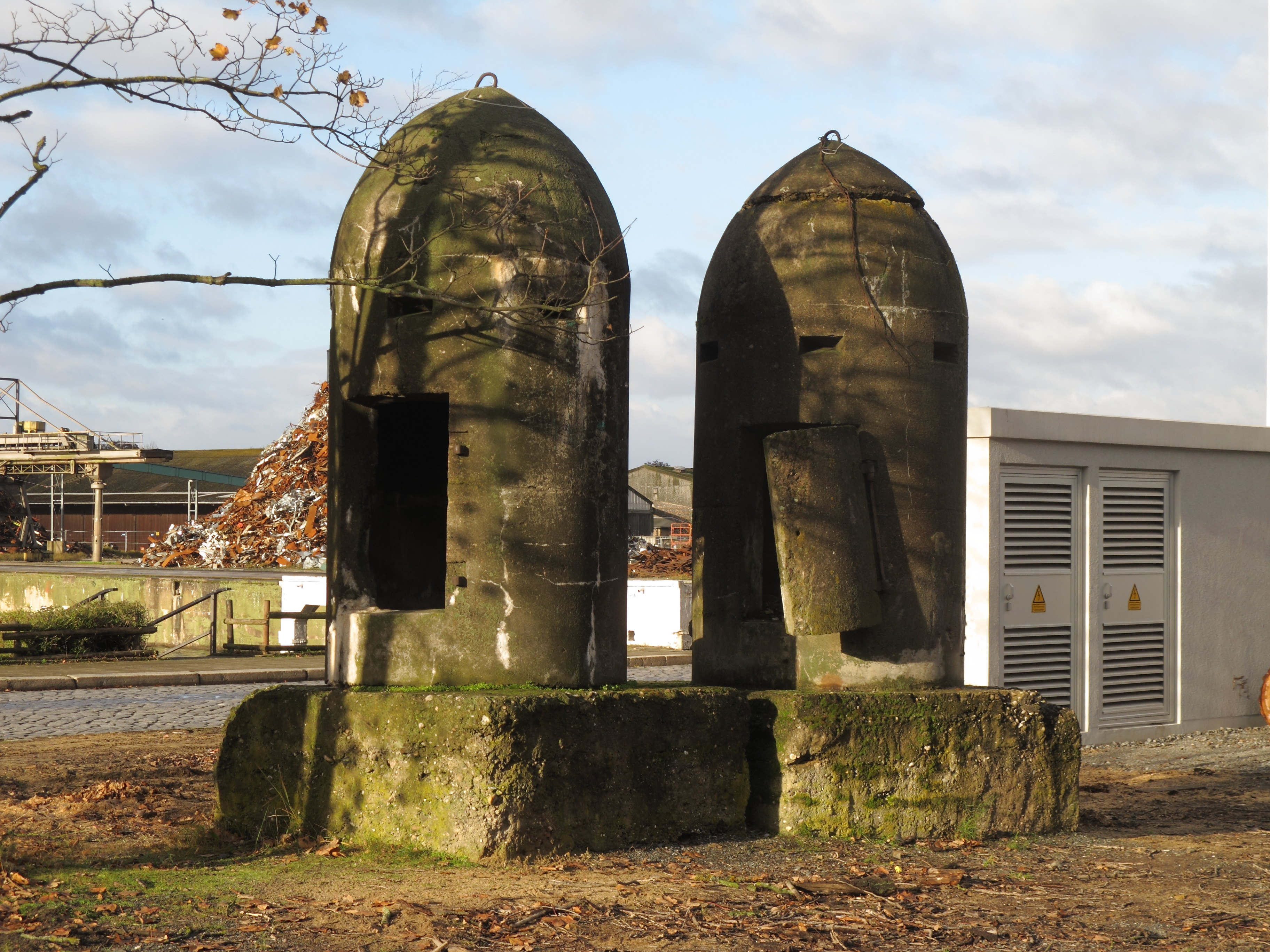
Zwei Einmannbunker im Braunschweiger Hafen

Neben den großen Luftschutzbunkern gab es kleinere Bunker, wie die Splitterschutzzellen, auch als Einmannbunker bezeichnet, Luftschutzzellen oder spezielle Beobachtungsbunker. Diese meist röhrenförmigen Schutzstellen sollten bis zu drei Personen vor umherfliegenden Bomben- oder Granatensplittern schützen und trugen die offizielle Bezeichnung „Luftschutz-Splitterschutzzelle“. Sie waren fest im Boden verankert und dienten vorrangig dem Schutz der Brandwachen im Falle eines Bombenalarms.
EinmannbunkerDie Schutzzellen diente teilweise als Provisorium, wenn es noch keine Schutzbauten gab oder standen den Arbeitern zur Verfügung, deren Tätigkeit ein Verlassen des Arbeitsplatzes nicht zuließ. Hierzu zählten beispielsweise Mitarbeiter der Reichsbahn oder in elektrischen Schaltstellen. Eine weitere Nutzung war der Einsatz als Schutz für die Wachmannschaften in Arbeits-, Kriegsgefangenen- oder Konzentrationslager. Einen sicheren Schutz gegen direkte Bombentreffer oder nahe Explosionen boten diese Kleinbunker jedoch nicht. Viele der Splitterschutzstellen besaßen daher zusätzlich eine Notausstiegsluke. Hergestellt wurden diese Bunker zu Beginn aus rund 40 mm dickem Stahl, später zunehmend aus Stampf- oder Stahlbeton. Im Jahr 1943 kam erstmals einheitliche Herstellungsrichtlinien heraus, in denen die Abmessungen, die zu verwendenden Baustoffe, die Konstruktion und die Kennzeichnung festlegt wurden.
BeobachtungsbunkerDie Aufgabe der Personen in diesen Bunkern oder „Brandwachenständen“ war es, die Lösch- und Bergungstruppen gezielt zu informieren, damit Brände schnell gelöscht oder Verschüttete geborgen werden konnten. Sie hatten meist eine runde Form, die nach oben hin enger wurde, und ähnelten einem Zuckerhut. Die Abmessungen betrugen rund 1 m im Durchmesser und eine Höhe von 2 m. Sie waren zumeist aus 20 cm dickem eisenbewehrten Beton hergestellt. Sie besaßen eine durch eine Stahltür verschließbare Einstiegsluke und Sehschlitze.

## Ausstellung 2004
Zu den 24 öffentlichen Bunkern, die in den Jahren von 1940 bis 1944 in Braunschweig gebaut wurden, gab es 2004 eine Ausstellung des Städtischen Museums, die im Altstadtrathaus unter zum Thema „Über-Lebensorte. Bunker in Braunschweig 1940–2004“ stattfand. Die Dokumentation zeigte jene Orte, an denen die Braunschweiger die Bombardierungen des Zweiten Weltkriegs überlebten, aber auch die spätere Nutzung der Gebäude, als durch die Zerstörung der Wohnraum knapp war. Nach dem Ende des Krieges sollten die Bunkeranlagen zunächst zerstört oder weitgehend unbrauchbar gemacht werden. Da jedoch ein Großteil der städtischen Gebäude nicht mehr bewohnbar war, wurden die Bunker als Notunterkünfte oder Flüchtlingsheime genutzt. Das Bunkerhotel „Central“ bot Zimmer mit und ohne Fenster an. Die Bunkeranlagen an der Alten Knochenhauerstraße, Alten Waage und Kaiserstraße wurden weiterhin für den Zivilschutz eingesetzt.